# Felix Heinimann
Felix Heinimann (* 13. Juli 1915 in Bennwil; † 28. Januar 2006 in Basel) war ein Schweizer Klassischer Philologe.

## Leben
Felix Heinimann, der Sohn eines Postbeamten und einer Lehrerin, besuchte die Bezirksschule und die Kantonsschule in Aarau. Nach der Reifeprüfung studierte er ab 1934 Klassische Philologie und Germanistik an der Universität Basel, wo ihn Peter von der Mühll und Karl Meuli prägten. Während des Sommersemesters 1937 studierte er an der Albertina bei Willy Theiler. 1943 wurde er bei Peter von der Mühll promoviert. Seine Dissertation Nomos und Physis: Herkunft und Bedeutung einer Antithese im griechischen Denken des 5. Jahrhunderts erschien zuerst 1945 und erlebte bis 1987 fünf Neuauflagen sowie eine Übersetzung ins Japanische (Tokyo 1983).
Nach der Promotion arbeitete Heinimann zunächst als Vikar an der Kantonsschule Aarau, ab 1946 als fest angestellter Lehrer an der Kantonsschule Solothurn. Daneben verfolgte er weiterhin eine akademische Karriere. 1951 habilitierte er sich in Basel, wo er 1956 auch eine Stelle am Humanistischen Gymnasium erhielt. 1961 wurde er an der Universität Basel zum ausserordentlichen Professor ernannt (als Nachfolger Karl Meulis), 1966 zum persönlichen Ordinarius. Seine Lehrumschreibung lautete „Klassische Philologie mit besonderer Berücksichtigung der Geschichte der Medizin und der Naturwissenschaften in der Antike“. 1980 trat Heinimann in den Ruhestand.
Heinimann trat selbst durch wenige Veröffentlichungen hervor, da er an seine Arbeit strenge Massstäbe anlegte. Er gab eine grosse Ausgabe der Sprichwörtersammlung Adagia des Erasmus von Rotterdam heraus (gemeinsam mit Emanuel Kienzle). Von 1968 bis 1992 war er Herausgeber der Zeitschrift Museum Helveticum.

## Veröffentlichungen (Auswahl)
- Diokles von Karystos und der prophylaktische Brief an König Antigonos. In: Museum Helveticum. Band 12, 1955, S. 158 ff.
- Vergessene Fragmente des Attizisten Pausanias?. In: Museum Helveticum. Band 49, 1992, S. 74–87.